# Mayfair Witches
Mayfair Witches, auch Anne Rice’s Mayfair Witches, ist eine US-amerikanische Fernsehserie von Esta Spalding und Michelle Ashford mit Alexandra Daddario basierend auf der Hexen-Saga Lives Of The Mayfair Witches von Anne Rice produziert von ihrem Sohn Christopher Rice.

## Handlung
Dr. Rowan Fielding ist eine Neurochirurgin, die in San Francisco tätig ist und sich gegen arrogante Kollegen und Vorgesetzte behaupten muss.
Nachdem ihre Adoptivmutter erneut an Krebs erkrankt, versucht Dr. Fielding sie in einer experimentellen klinischen Studie unterzubringen. Dabei kommt es zu einem Streit zwischen ihr und ihrem Vorgesetzten sowie dem Studienleiter. Beide brechen plötzlich aufgrund eines Aneurysmas im Gehirn tot zusammen. Dr. Fielding befürchtet, dass sie die beiden Aneurysmen ausgelöst haben könnte und möglicherweise über gefährliche übernatürliche Kräfte verfügt.
Fielding versucht daher in New Orleans mehr über die Familie Mayfair und deren Geschichte zu erfahren. Dabei entdeckt sie, dass die Frauen der Mayfairs seit Jahrhunderten Hexen sind. Rowan muss sich bald darauf mit einem gefährlichen Wesen auseinandersetzen, das ihre Familie seit Generationen verfolgt.

## Besetzung und Synchronisation
Dialogregie führte Andreas Hinz, der auch das Dialogbuch.
| Rolle            | Darsteller         | Synchronsprecher    |
| ---------------- | ------------------ | ------------------- |
| Rowan Fielding   | Alexandra Daddario | Esra Vural          |
| Ciprien Grieve   | Tongayi Chirisa    | Marios Gavrilis     |
| Lasher           | Jack Huston        | Sven Gerhardt       |
| Cortland Mayfair | Harry Hamlin       | Tom Vogt            |
| Aoife            | Nadine Lewington   | Ilka Teichmüller    |
| Carlotta Mayfair | Beth Grant         | Liane Rudolph       |
| Daniel Lemle     | Tobias Jelinek     | Frank Schaff        |
| Deirdre Mayfair  | Annabeth Gish      | Andrea Aust         |
| Delphine         | Deneen Tyler       | Judith Steinhäuser  |
| Dr. Maya Kang    | Danielle Lyn       | Moira May           |
| Dr. Noreen Davis | Sylvia Grace Crim  | Diana Ebert         |
| Dr. Norman Keck  | Jim Gleason        | Peter Flechtner     |
| Dr. Vernon Lamb  | Billy Slaughter    | Armin Schlagwein    |
| Ellie            | Erica Gimpel       | Anke Reitzenstein   |
| Max              | Jordan Cox         | Karim El Kammouchi  |
| Pater Duffy      | Joseph Meissner    | Klaus-Peter Grap    |
| Samir            | Ravi Naidu         | Vlad Chiriac        |
| Suzanne          | Hannah Alline      | Christin Marquitan  |
| Moira Mayfair    | Alyssa Jirrels     | Moira May           |
| Millie Mayfair   | Geraldine Singer   | Judith von Radetzky |

## Veröffentlichung
Die erste Staffel der Fantasy-Horrorserie wurde ab dem 8. Januar 2023 auf AMC gezeigt (ursprünglich war der 5. Januar 2023 als Starttermin vorgesehen), wo ab Oktober 2022 die Serie Interview with the Vampire von Anne Rice ausgestrahlt wurde. In Deutschland wurde die erste Staffel ab dem 31. März 2023 auf Sky Atlantic und über Sky Q veröffentlicht.
Anfang Februar 2023 wurde die Serie um eine zweite Staffel verlängert. In Deutschland wurde diese bei MagentaTV+ gezeigt, wo die erste Staffel ab dem 10. November 2024 erschien.
Die zweiten Staffel wurde ab dem 5. Januar 2025 auf AMC und AMC+ veröffentlicht. In Deutschland lief diese ab dem 6. Januar 2025 auf Magenta TV.
Im April 2025 erfolgte die Verlängerung um eine dritte Staffel, wobei der Schauplatz nach Salem, dem Ort der Hexenprozesse von 1692, verlegt wurde.

## Produktion und Hintergrund
Die Dreharbeiten fanden in New Orleans, der Geburtsstadt der Autorin Anne Rice, statt. Gegenüber dem ersten Band der Lives of the Mayfair Witches-Reihe wurden die Romanfiguren Michael Curry und Aaron Lightner gestrichen, Talamasca-Agent Ciprien Grieve wurde dagegen neu angelegt.
Für die zweite Staffel wurden Alyssa Jirrels, Ted Levine und Thora Birch neu verpflichtet. Franka Potente übernahm die Rolle der Annamieke, neu hinzu kamen außerdem Callan McAuliffe als Abel Mayfair und Ian Pirie als Ian Mayfair, Ben Feldman als Sam „Lark“ Larkin und Rowans Ex-Freund.
In der dritten Episode der zweiten Staffel taucht der Charakter Felix aus der Serie Interview with the Vampire auf, der in beiden Serien von Gabriel Freilich verkörpert wurde.

## Episodenliste

### Staffel 1
| Nr. (ges.) | Nr. (St.) | Deutscher Titel             | Originaltitel           | Erstausstrahlung US | Deutschsprachige Erstausstrahlung (D) | Regie             | Drehbuch                           |
| ---------- | --------- | --------------------------- | ----------------------- | ------------------- | ------------------------------------- | ----------------- | ---------------------------------- |
| 1          | 1         | Die Hexenstunde             | The Witching Hour       | 8. Jan. 2023        | 31. März 2023                         | Michael Uppendahl | Michelle Ashford und Esta Spalding |
| 2          | 2         | Der dunkle Ort              | The Dark Place          | 15. Jan. 2023       | 31. März 2023                         | Michael Uppendahl | Michael Goldbach                   |
| 3          | 3         | Zweite Reihe                | Second Line             | 22. Jan. 2023       | 7. Apr. 2023                          | Axelle Carolyn    | Sarah Cornwell                     |
| 4          | 4         | Neugieriger und neugieriger | Curiouser and Curiouser | 29. Jan. 2023       | 7. Apr. 2023                          | Axelle Carolyn    | Lindsey Villarreal                 |
| 5          | 5         | Der Leibeigene              | The Thrall              | 5. Feb. 2023        | 14. Apr. 2023                         | Haifaa Al-Mansour | Sean Reycraft                      |
| 6          | 6         | Übertragung                 | Transference            | 12. Feb. 2023       | 14. Apr. 2023                         | Haifaa Al-Mansour | Mary Angélica Molina               |
| 7          | 7         | Tessa                       | Tessa                   | 19. Feb. 2023       | 21. Apr. 2023                         | Alexis Ostrander  | Sarah Cornwell und Esta Spalding   |
| 8          | 8         | Was für ein Biest           | What Rough Beast        | 26. Feb. 2023       | 21. Apr. 2023                         | Alexis Ostrander  | Esta Spalding                      |

### Staffel 2
| Nr. (ges.) | Nr. (St.) | Deutscher Titel      | Originaltitel     | Erstausstrahlung US | Deutschsprachige Erstausstrahlung (D) | Regie          | Drehbuch                       |
| ---------- | --------- | -------------------- | ----------------- | ------------------- | ------------------------------------- | -------------- | ------------------------------ |
| 9          | 1         | Lasher               | Lasher            | 5. Jan. 2025        | 6. Jan. 2025                          | Colin Bucksey  | Esta Spalding                  |
| 10         | 2         | Zehn der Schwerter   | Ten Of Swords     | 12. Jan. 2025       | 13. Jan. 2025                         | Logan Kibens   | Sarah Cornwell                 |
| 11         | 3         | Verdecke die Spiegel | Cover The Mirrors | 19. Jan. 2025       | 20. Jan. 2025                         | Logan Kibens   | Megan Mostyn-Brown             |
| 12         | 4         | Doppelhelix          | Double Helix      | 26. Jan. 2025       | 27. Jan. 2025                         | Sarah O’Gorman | Cat Davidson                   |
| 13         | 5         | Julien’s Victrola    | Julien’s Victrola | 2. Feb. 2025        | 3. Feb. 2025                          | Sarah O’Gorman | Sean Reycraft                  |
| 14         | 6         | Michaelmas           | Michaelmas        | 16. Feb. 2025       | 17. Feb. 2025                         | Logan Kibens   | Sarah Cornwell                 |
| 15         | 7         | Ein verworrenes Netz | A Tangled Web     | 23. Feb. 2025       | 24. Feb. 2025                         | Logan Kibens   | Mark Lafferty                  |
| 16         | 8         | Die Unschuldigen     | The Innocents     | 2. März 2025        | 3. März 2025                          | Logan Kibens   | Brandon Martin & Esta Spalding |

## Rezeption
Gian-Philip Andreas vergab auf Fernsehserien.de basierend auf den ersten beiden Folgen 2,5 von 5 Sternen, es fehle an Spannung, Witz und Charme.
Andrea Diener meinte in der Frankfurter Allgemeinen Zeitung, dass die Protagonistin bald in einen Strudel aus Ereignissen und sehr, sehr vielen weiteren Personen gerate. Man verliere schnell den Überblick. Vor allem aber verliere man die Lust, sich mit nur kurz aufleuchtenden und nie vertieften Charakteren zu befassen.

## Auszeichnungen und Nominierungen
Saturn-Award-Verleihung 2024
- Nominierung als beste Fantasyserie